# Expuesta
Expuesta är en kulle i Antarktis. Den ligger i Västantarktis. Argentina, Chile och Storbritannien gör anspråk på området.
Terrängen runt Expuesta är varierad. Havet är nära Expuesta söderut.  Trakten är glest befolkad. Närmaste befolkade plats är Palmer Station, 19,1 kilometer nordväst om Expuesta. 